# 谷口令子
谷口 令子（たにぐち のりこ、1992年9月7日 - ）は、日本の女子ラグビーユニオン選手。ARUKAS QUEEN KUMAGAYAに所属する。

## プロフィール
- 神奈川県出身。
- 身長 166cm、体重 66kg
- ポジションはウィング(WTB)[1]。

## 来歴
2011年、北鎌倉女子学園高校卒業後、東京学芸大学に入る。
2013年、ラグビーワールドカップセブンズ2013の7人制女子日本代表に選出された。
2014年、アジア大会の7人制女子日本代表に選出され、銀メダル獲得に貢献。
2015年、東京学芸大学卒業後、凸版印刷に入社。
2016年、リオデジャネイロオリンピックの7人制女子日本代表に選ばれた。